# Рікарду Ваш Те
Рікарду Ваш Те (порт. Ricardo Vaz Tê, нар. 1 жовтня 1986, Лісабон) — португальський футболіст, фланговий півзахисник клубу «Акхісар Беледієспор».

## Клубна кар'єра
Народився 1 жовтня 1986 року в Лісабоні. Вихованець футбольної школи клубу «Фаренсе».
У дорослому футболі дебютував 2003 року виступами за англійський «Болтон Вондерерз», в якому виступав до 2010 року, взявши участь лише у 58 матчах чемпіонату. Крім того, 2007 року на правах оренди захищав кольори «Галл Сіті».
30 червня 2010 року на правах вільного агента підписав контракт з грецьким «Паніоніосом», проте виступав за клуб лише до кінця року, після чого перебрався в шотландський «Гіберніан», де і дограв сезон..
З літа до кінця 2011 року грав у складі «Барнслі».
До складу клубу «Вест Гем Юнайтед» приєднався в січні 2012 року. Наразі встиг відіграти за клуб з Лондона 37 матчів в національному чемпіонаті.

## Виступи за збірну
Протягом 2006–2007 років залучався до складу молодіжної збірної Португалії в складі якої був учасником двох молодіжних чемпіонатів Європи. Всього на молодіжному рівні зіграв у 19 офіційних матчах, забив 4 голи.
Позаяк Ваш Те ніколи не викликався до складу національної збірної Португалії, він має право виступати за свою історичну Батьківщину — Збірну Гвінеї-Бісау.